# Thiazolidin
Thiazolidin ist eine organische Flüssigkeit. Durch seine Struktur kann es als N,S-Acetal betrachtet werden. Als isolierte Substanz hat es keine nennenswerte technische Bedeutung, jedoch findet sich die Thiazolidin-Grundstruktur in vielen Naturstoffen und pharmazeutischen Wirkstoffen wieder. Formal leitet sich Thiazolidin durch Hydrierung von den Thiazolen beziehungsweise Thiazolinen ab.

## Eigenschaften
Das Thiazolidin-Grundgerüst ist in der Chemie ein Fünfring mit einem Schwefel- und einem Stickstoffatom in 1- bzw. 3-Position. Eine Reihe von Thiazolidinderivaten haben eine große Bedeutung in der medizinischen Anwendung. Populär sind Thiazolidine als Teilstruktur von Penicillinen. Aber auch in anderen Wirkstoffen wie Rosiglitazon und Pioglitazon, die beide zur Behandlung von Diabetes mellitus Typ II eingesetzt werden, findet man sie wieder.

## Herstellung
Die Herstellung von Thiazolidin durch Umsetzung von 2-Aminoethanthiol mit Formaldehyd wurde 1937 von Hans Thacher Clarke beschrieben. Entsprechend erhält man die 1,3-Thiazolidin-4-carbonsäure durch die Reaktion von Cystein mit Formaldehyd. Weitere substituierte Thiazolidine erhält man aus organischen 1-Amino-2-mercaptanen durch Umsetzung mit Aldehyden oder Ketonen unter Wasserabspaltung.
Additionsreaktionen an der C=N-Doppelbindung von 3-Thiazolinen (siehe Asinger-Reaktion) liefern ebenfalls Thiazolidine.